# Cophixalus
Cophixalus là một chi động vật lưỡng cư trong họ Nhái bầu, thuộc bộ Anura. Chi này có 41 loài và 20% bị đe dọa hoặc tuyệt chủng.

## Hình ảnh

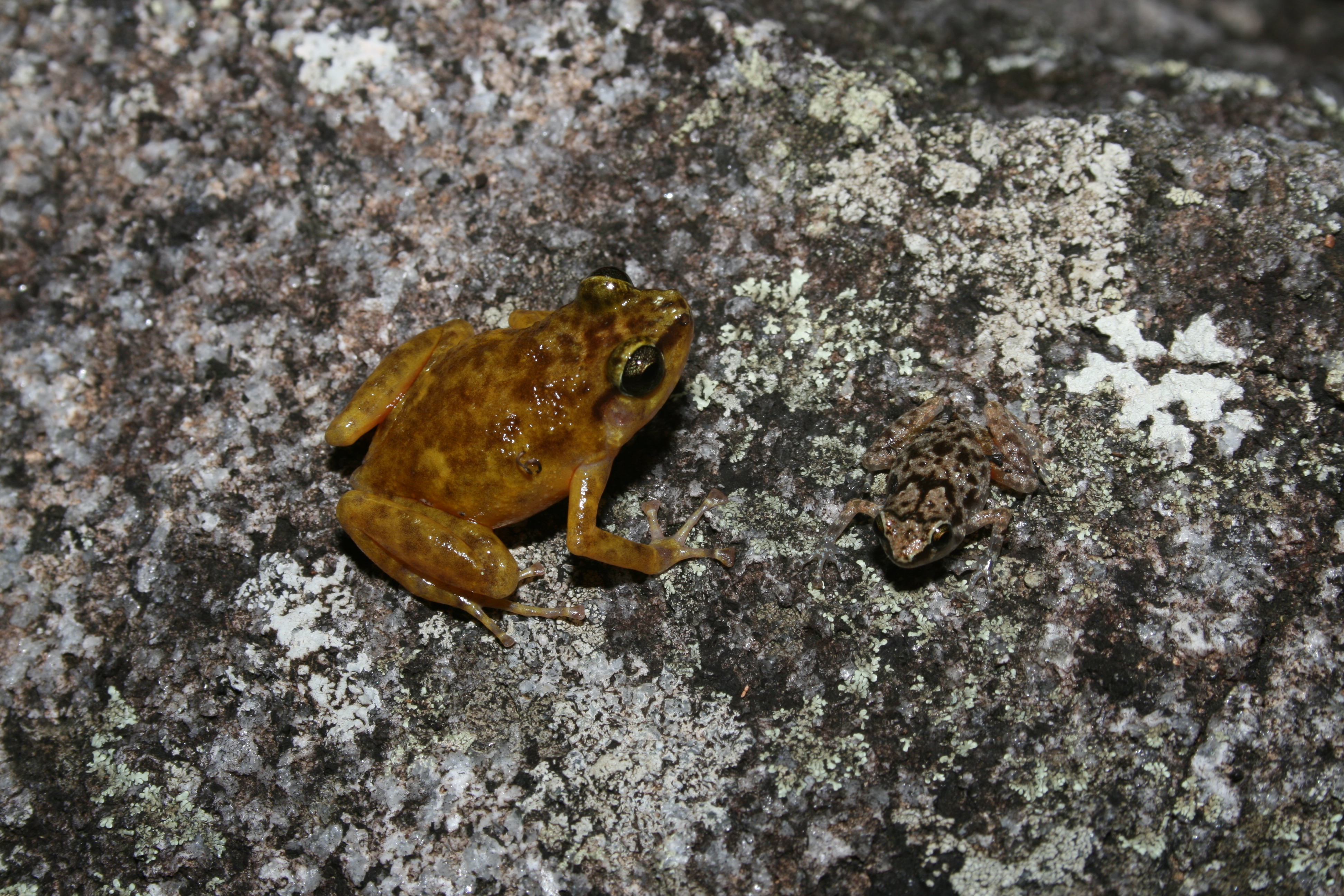
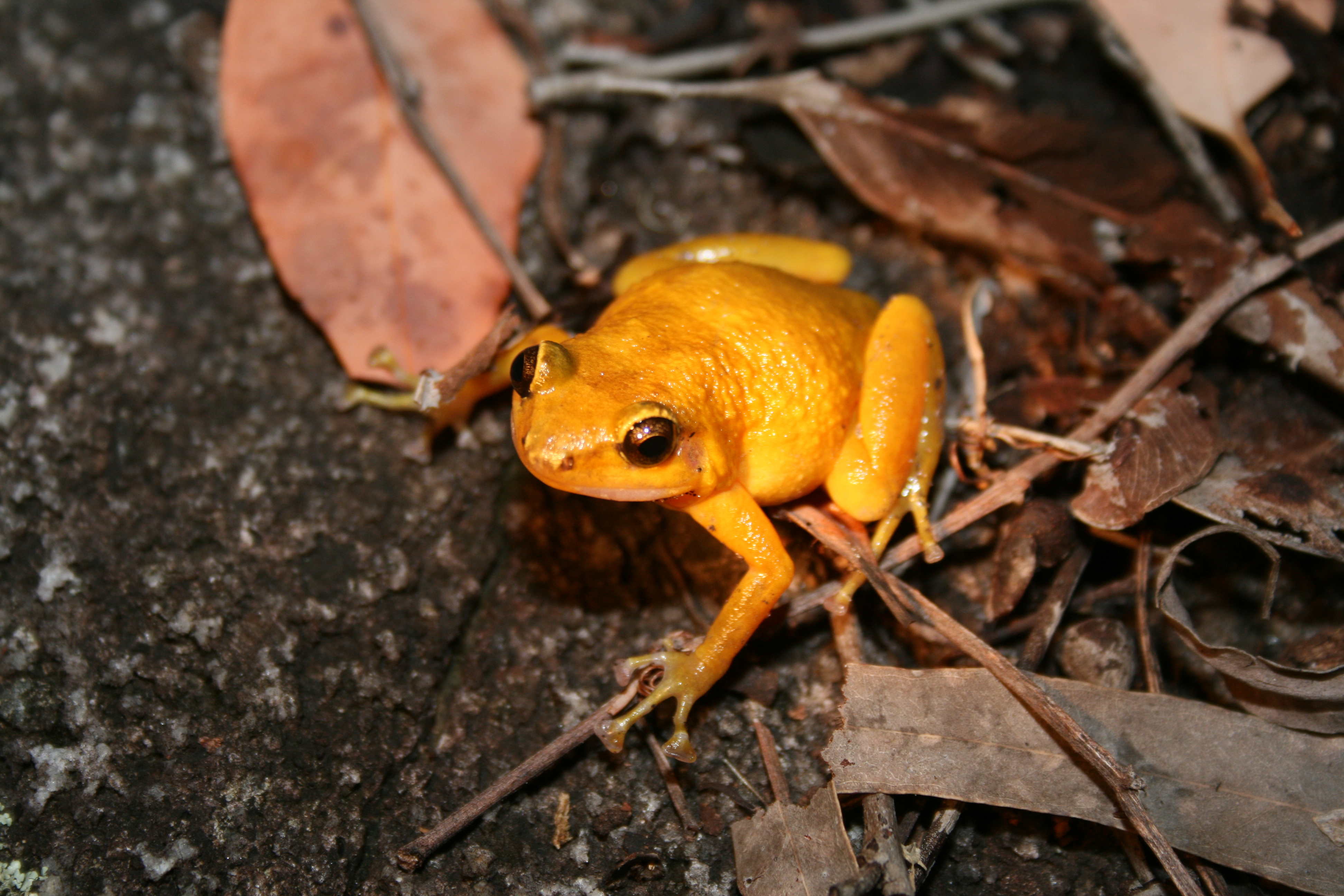